# 岡庭加奈
岡庭 加奈（おかにわ かな、1953年 - ）は、日本の西洋占星術研究家。アメリカ占星術協会（AFA）会員。（社）日本写真協会会員。日本風景写真協会会員。（社）日本地震学会会員。兵庫県神戸市生まれ。聖心女子学院初等科・中等科・高等科、聖心女子大学文学部卒業。所属事務所はスカイコーポレーション。有限会社ミィーボート代表取締役。

## 経歴
1966年の中学一年の時にアストロロジー（占星学）に関心を持ち、1983年に研究用ツールの研究開発を始める。
1996年に西洋占星術支援ソフトMIIBOATが収録されたフロッピーディスク付きの「Windows版ソフトによる占星学教室」を刊行した。

## 著書
- Windows版ソフトによる占星学教室 恋愛・相性完全分析プログラムFD付き（国書刊行会）
- 運勢大辞典　（国書刊行会）
- 占星学教室 手法大百科（MIIBOAT Book）
- 占星学教室 サビアン大辞典（MIIBOAT Book）
- 岡庭加奈のパソコンソフト占星学教室（MIIBOAT Book）
- Fortune Photo　-やすらぎの旅-（MIIBOAT Book）

## WEB
- インターネットサイト『岡庭加奈　運命と選択』 BIGLOBE/nifty/So-net/OCN/YAHOO/Goo占い/MSAn占い
- インターネットサイト『運命の秘密』 BIGLOBE/nifty/So-net/OCN/YAHOO/Goo占い/MSAn占い
- 携帯公式サイト『超精密天天占』 メニューリスト→占い→西洋占星術
- 富士通FM WORLD AzbyClub輝く海の星占い今日の運勢(1999年4月から)
- 青森トヨペットドライブ占い(1999年から2003年)
- 福岡VISTA2000年カレンダー 今週の占い(CD-ROM)(2000年)
- MrMaxネット販売用（NetMax）コンテンツ『今日の運勢』(2000年から2001年)
- 東急プラザメールマガジン用『今日の占い』(携帯電話)(2001年から2003年)
- キリン淡麗グリーンラベルハーブ占い(2002年から2003年)

## 主な連載誌
- 『トーキョーサンタ』1998.6月号

- 『ロト・ナンバーズ「超」的中法』2003.5月号
- 『週刊アサヒ芸能』2003.5.15号

## 主な出演番組
- テレビ東京『THE占い』2005年5月～9月レギュラー
- ニッポン放送『ショウアップナイターストライク!』　どうなる今年のプロ野球　2002年～2006年